# Athadama
Athadama fou un principat de l'Índia al modern estat d'Uttar Pradesh. Inicialment la seu del principat era a Rudhauli i es va traslladar a Athadama agafant aquest nom. El títol dels sobirans era bhaiya.

## Sobirans
- Bhaiya Kisun Prasad Singh
- Bhaiya Badri Prasad Singh (fill)
- Bhaiya Hanuman Prasad Singh
- Bhaiya Ramendra Vikram Singh (darrer sobirà)
- Kunwar Diwakar Vikram Singh (nascut 1937-mort 2008)
- Raja Aditya Vikram Singh (2008-)